# Kościół św. Urszuli w Szemborowie
Kościół św. Urszuli – rzymskokatolicki kościół parafialny mieszczący się we wsi Szemborowo, w województwie wielkopolskim (gmina Strzałkowo).
Pierwszy kościół istniał we wsi już w XV wieku. Była to świątynia drewniana, która spłonęła. Parafia szemborowska powstała około 1640. Kościół parafialny istniał do początku XIX wieku. Został zastąpiony kolejnym, zbudowanym w latach 1818-1823, a następnie obecnym, pochodzącym z lat 1905-1907 (konsekracja miała miejsce w 1919). Jest to świątynia murowana, zbudowana na rzucie zbliżonym do krzyża greckiego, z trójbocznie zamkniętym prezbiterium. Do nawy przylega wieża na rzucie kwadratu, a do prezbiterium wieloboczna salka parafialna i zakrystia. Nawa główna i prezbiterium nakryte są dachem dwuspadowym (dachówka). Salka parafialna nakryta jest charakterystycznym hełmem cebulastym, a wieża hełmem baniastym pokryty blachą miedzianą (patyna).
Obok kościoła stoi okazały, klasycystyczny grobowiec rodziny Seweryna Chrzanowskiego – właściciela dóbr rycerskich w Stanisławowie (ur. 7.11.1826, zm. 30.9.1887). Obok istnieją inne grobowce – Chrzanowskich i Mościckich, a także krzyż misyjny z tablicą pamiątkową z 2007. W pewnym oddaleniu od świątyni zbudowano grotę maryjną, przy której umieszczono kamień pamiątkowy – wotum wdzięczności za łaskę kapłaństwa proboszcza Zdzisława Haenela (zm. 2015) i opiekę nad parafią (2011).
Świątyni towarzyszą także: kostnica (1. połowa XX wieku), nieczynny cmentarz przykościelny (początek XIX wieku), ogrodzenie i brama (początek XX wieku), plebania (przełom XIX/XX wieku).
W 1937 w świątyni gościł prezydent Ignacy Mościcki, który przybył tu na pogrzeb brata, mieszkającego w nieodległym Broniszewie.

## Galeria

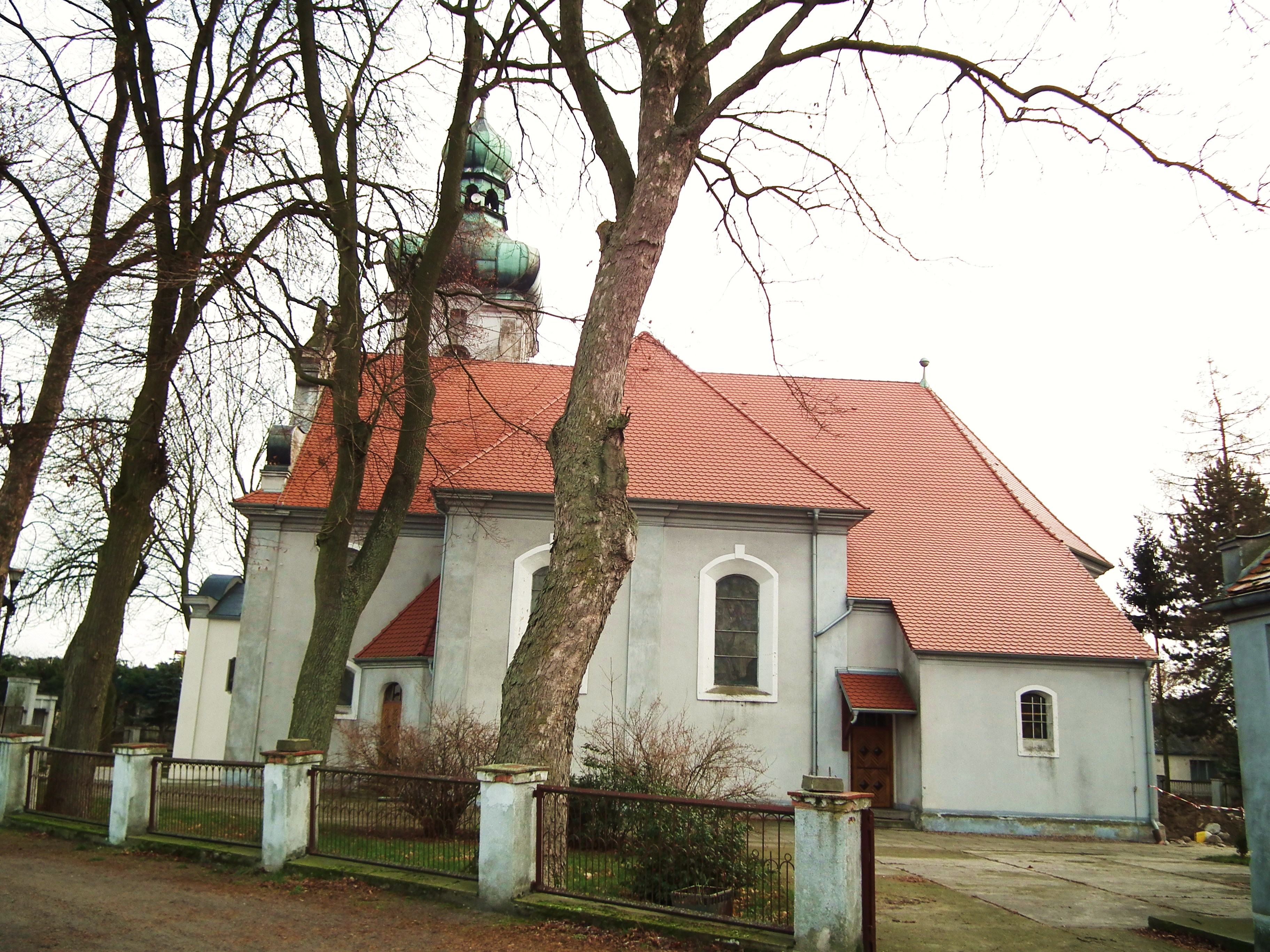
Elewacja boczna
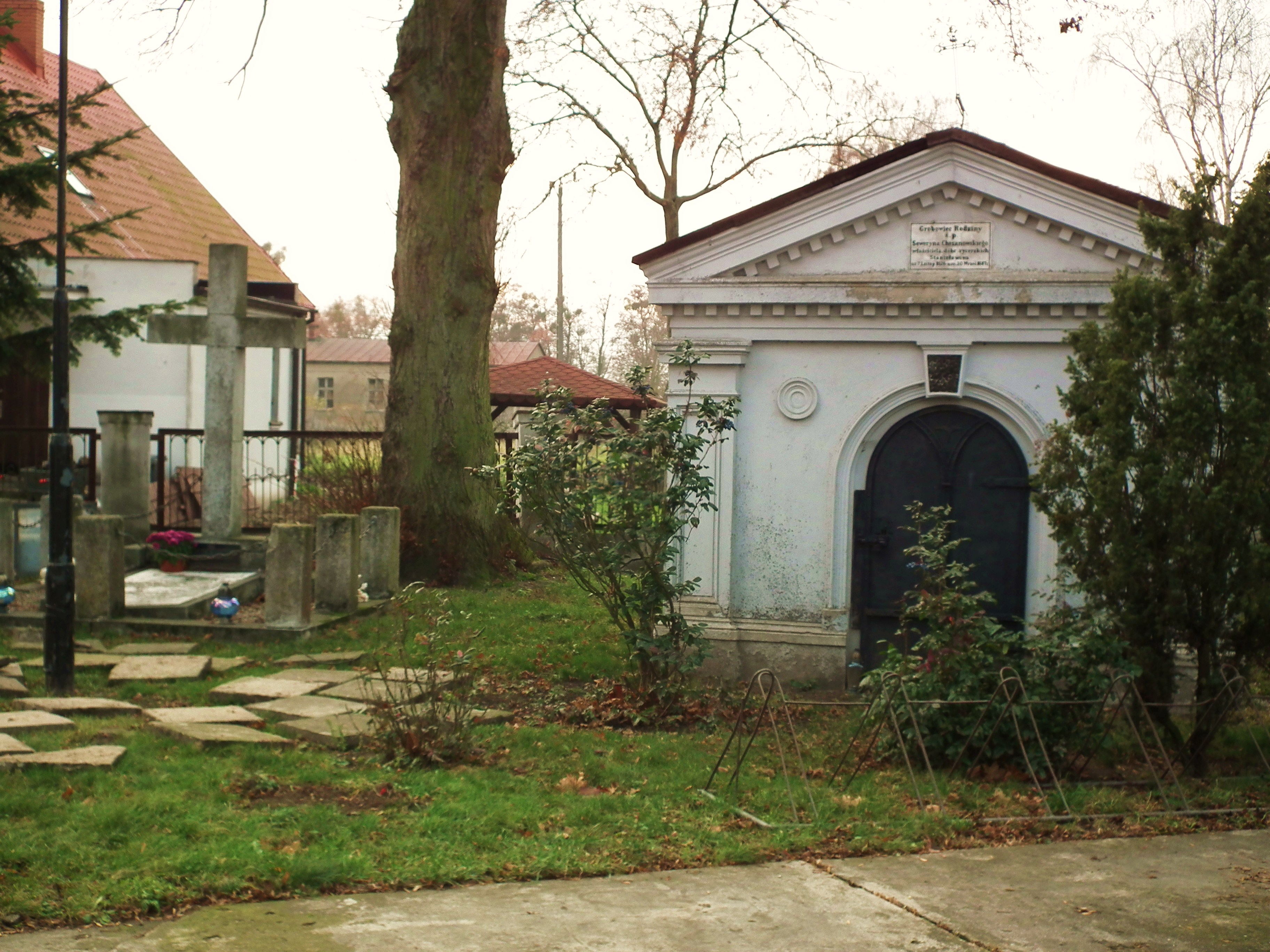
Grobowce
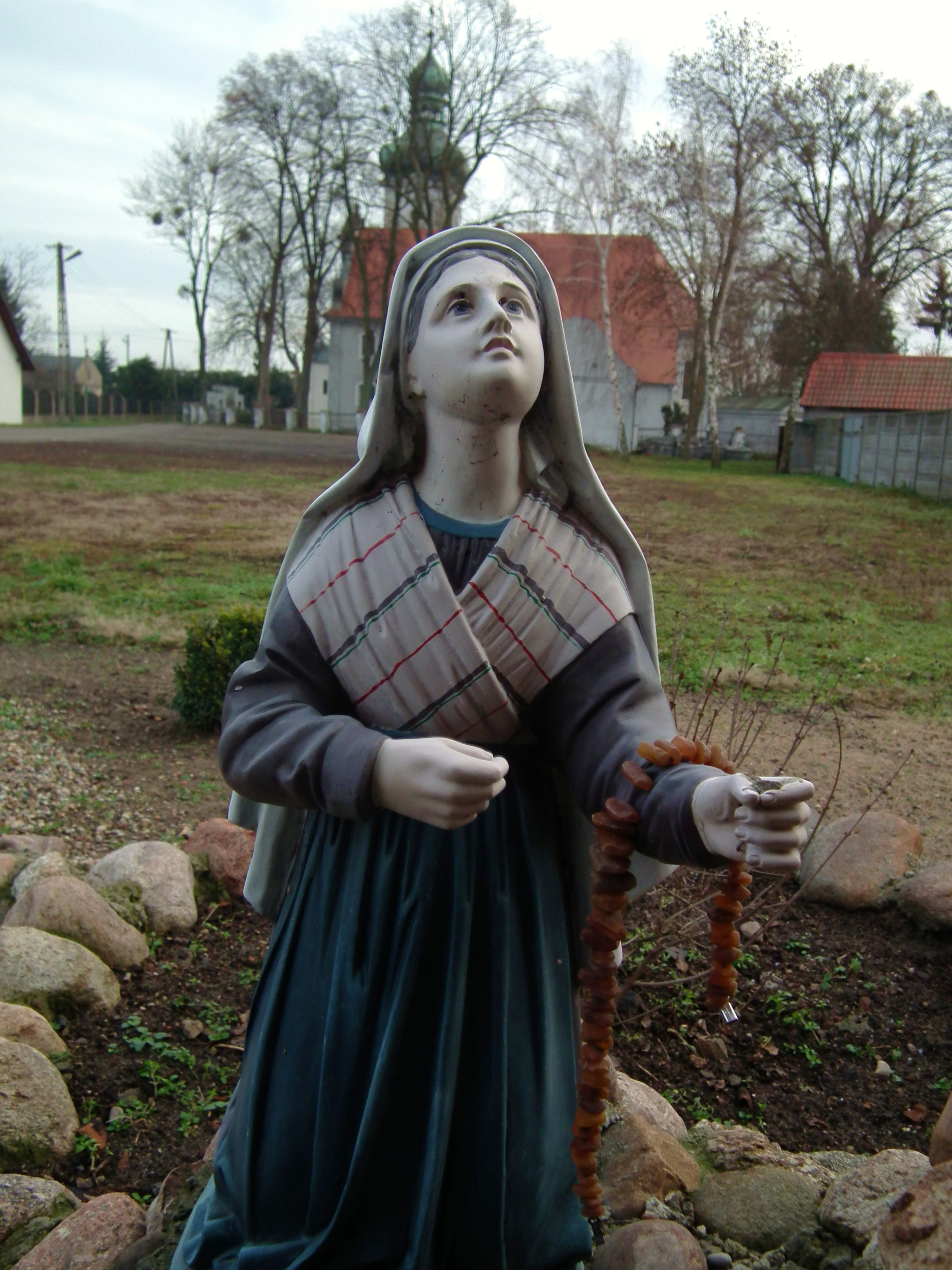
Rzeźba przy grocie